# Български пощи
„Български пощи“ ЕАД е националната пощенска служба на България.
Организацията е основана през 1879 г., след освобождението на България от османско владичество.
В началото на 2005 г. компанията оперира 3008 пощенски станции и общо 80 060 километра пощенски пътища.

## Общи данни
Централното управление на „Български пощи“ се намира в София. Сградата се намира в Студентския град на адрес ул. „Акад. Стефан Младенов“ № 1, бл. 31.
Дружеството се управлява от 2 органа – Съвет на директорите, подбиран и назначаван от министъра на транспорта, информационните технологии и съобщенията в състав от 3 членове, и главен изпълнителен директор (ГИД).

## История
Пощенски услуги в българските земи има още поне от османското владичество. Така наречената Турска поща във Видин от 1860-те години е единствената запазена турска поща в страната.
Националните пощенски услуги в България са организирани след Освобождението на България (1878), когато Временното руско управление предава на българските власти всички пощенски и телеграфни станции с целия им инвентар и съоръжения.
През 1889 г. е приет закон, с който се създава Главна дирекция на пощите и телеграфите, просъществувала до 30 декември 1947 г. На 31 март 1997 г. „Български пощи“ ЕООД се преобразува в акционерно дружество.
Компанията е монополист в страната в предоставянето на универсална пощенска услуга до 2006 г.

## Пощенски услуги
Основни
- Универсални пощенски услуги
- Неуниверсални пощенски услуги

Допълнителни пощенски услуги
- пенсии
- винетки
- митнически доклади
- търговска дейност
- по договори за възложителство